# Фортнайт
Фортнайт (англ. fortnight, від давн-англ. fēowertēne niht = англ. fourteen nights — чотирнадцять ночей) — одиниця виміру часу, що дорівнює двом тижням, тобто 14 добам (точніше, 14 ночам). Одиниця широко використовується у Великій Британії та Австралії, і дуже рідко в США.
1 фортнайт = 2 тижні = 14 діб = 336 годин = 20 160 хвилин = 1 209 600 секунд.

## Історія
Перша згадка слова «фортнайт» для позначення одиниці часу, що дорівнює двом тижням, відзначено у Тацита (56-117 н. е.) у праці «Німеччина». В 11-му розділі Тацит описує, що стародавні германці рахували час не на дні, а ночі. Зібрання старійшин проводилися регулярно або в повний місяць, або в новолуння, бо саме цей час вважався сприятливим для розгляду справ. Цей проміжок часу (feowertyne niht) між зборами також використовувався як одиниця вимірювання часу.
Відповідно, фортнайт як проміжок часу між повним і молодиком спочатку дорівнював половині синодичного місяця (таким чином: 1 фортнайт ≈ 14,765294 середніх сонячних діб). Пізніше таке значення фортнайта забулося і він став розглядатися як рівно 14 діб.

## Мікрофортнайти
В операційній системі VMS деякі конфігураційні параметри були визначені в мікрофортнайтах (одна мільйонна фортнайта або приблизно 1,2096 секунди). Мілліфортнайти (близько 20 хвилин) і нанофортнайти (1,2096 мілісекунди) також іноді використовуються в обчислювальній техніці, як правило, для того, щоб спеціально ускладнити й заплутати. Мету такого використання розробники пояснюють тим, щоб користувач не змінював важливі параметри бездумно, а спочатку спробував зрозуміти, що вони означають.
Швидкість в 1 аттопарсек в мікрофортнайт приблизно дорівнює 1 дюйму в секунду (точніше 1,00432766 дюймів в секунду). Швидкість в 1 фурлонг в фортнайт ледь помітна і становить 0,166 міліметра в секунду.